# Kageneckia
Genre
Classification phylogénétique
Kageneckia est un genre de plantes à fleurs de la famille des Rosaceae regroupant des arbres d'Amérique du Sud. Il appartient à la sous-famille des Maloideae selon la classification classique et à la sous-famille des Amygdaloideae selon la classification phylogénétique.

## Espèces
Le genre comprend trois espèces :
- Kageneckia angustifolia D. Don
- Kageneckia lanceolata Ruíz & Pavón
- Kageneckia oblonga Ruíz & Pavón

## Répartition
- Genre limité à l'Argentine, la Bolivie, le Chili et le Pérou.

## Noms vernaculaires
- Kageneckia angustifolia : olivillo au Chili, llo'qeou llohi au Pérou.
- Kageneckia oblonga : bollén, vollen ou huayu au Chili.